# Elvira Lauscher
Elvira Lauscher (* 26. Mai 1965 in Ulm) ist eine deutsche Schriftstellerin, Journalistin, Aphoristikerin und Künstlerin.

## Leben
Elvira Lauscher wuchs in Ulm auf und machte das Abitur an der Fachoberschule in Neu-Ulm. Sie absolvierte eine Ausbildung zur Fremdsprachenkorrespondentin und eine zweite Ausbildung zur Werbekauffrau. Während ihrer zweiten Ausbildung schrieb sie als freie Mitarbeiterin für die Schwäbische Zeitung in Ulm.
Elvira Lauscher war von Mai 2004 bis November 2008 für 28 Ausgaben Chefredakteurin für das Ulmer Beauty-and-Lifestyle-Magazin planet X. Weitere Veröffentlichungen in der Schwäbischen Zeitung, Sozial Extra, Federwelt und in der Südwest Presse. Lyrik von Elvira Lauscher erschien in der Augsburger Allgemeinen, in der Schwäbischen Zeitung und dem deutschen Lyrikkalender. Kurzgeschichten und Märchen wurden in Sammlungen im Verlag Stories und Friends, dem Heyne Verlag, dem Wurdack-Verlag und dem Schwabenverlag veröffentlicht.
Seit 2006 bildet Elvira Lauscher mit Jörg Neugebauer das Duo Wortkunstlauf, das mit Theaterprogrammen auftritt und Tonträger veröffentlicht.
In der vorwiegend aus Amateuren bestehenden Theaterwerkstatt Ulm gehört sie zum künstlerischen Beirat und tritt dort in Vorstellungen auf.
Elvira Lauscher ist verheiratet, hat einen Sohn und lebt im Ulm.

## Auszeichnungen
- 2000: 2. Platz bei der Storyolympiade für die Kurzgeschichte Der See der unendlichen Träume[6]
- 2004: 2. Platz bei dem Wettbewerb „Durchgeknallt“ von Signatur e.V. mit der Kurzgeschichte Daddi´s Wolkenbett[7]
- 2008: Mitpreisträgerin „Deutscher Phantastik Preis 2008“ für den Märchenband Drachenstarker Feenzauber (Hrsg. Petra Hartmann) im Wurdack-Verlag[8]

## Veröffentlichungen
Bücher
- Ulm im Wandel. Wartberg, Gudensberg-Gleichen 2010, ISBN 978-3-8313-2239-8.
- Unser Kochbuch der 70er Jahre. Wartberg, Gudensberg-Gleichen 2011, ISBN 978-3-8313-2388-3.
- Unser Backbuch der 50er und 60er Jahre. Wartberg, Gudensberg-Gleichen 2013, ISBN 978-3-8313-2390-6.
- Geboren 1965 – Hol dir das Gefühl zurück! Wartberg, Gudensberg-Gleichen 2015, ISBN 978-3-8313-2865-9.[9]
- mit Dagmar Hub: Ulm – Porträt einer Stadt. Interviews und Porträts. Gmeiner, Meßkirch 2015, ISBN 978-3-8392-1793-1.

Theaterstücke
- 2023: Hanna unterm Tisch, Kinderstück, theaterbörse[10]
- 2014: Der Vanille-Drache, Kinderstück, theaterbörse[11][12]
- 2016: mit Jörg Neugebauer: Baltimore, Deutscher Theaterverlag[13]
- 2016: mit Jörg Neugebauer: Sockenbewegungen, adspecta Theaterverlag[14]
- 2017: mit Jörg Neugebauer und Thomas Laengerer: Es lebe die Freiheit – zum 100. Geburtstag von Hans Scholl

Sonstiges
- Der erste Schnee. Märchen. In: Kristiane Allert-Wybranietz (Hrsg.): Regenbogen der Gefühle. Heyne, 1996, ISBN 3-453-11519-8.
- Der alte Mann unterm Apfelbaum. Märchen. In: Petra Hartmann (Hrsg.): Drachenstarker Feenzauber. Wurdack, 2007, ISBN 978-3-938065-28-0.
- Der kleine Maulwurf. Märchen. In: Petra Hartmann, Judith Ott (Hrsg.): Wovon träumt der Mond. Wurdack, 2008, ISBN 978-3-938065-37-2.
- Alles wird anders. Kurzgeschichte. In: Karen Grol (Hrsg.): 100% Schokolade – Eine exquisite Mischung feinster Geschichten. Stories and Friends, 2008, ISBN 978-3-9811560-2-7.
- Ein besonderer Kaffee. Kurzgeschichte. In: Angelika Brox, Karen Grol (Hrsg.): Arabica & Robusta – Eine literarische Melange. Stories and Friends, 2009, ISBN 978-3-9811560-6-5.
- 2010 bis 2013: Gedichte in Der Deutsche Lyrikkalender und in Der Deutsche Lyrikkalender für junge Leser, Alhambra Publishing
- 2011 bis 2016: Gedichte in der Poesie Agenda und in der Zeitschrift Orte, Orte Verlag
- Gedichte in Jan-Eike Hornauer (Hrsg.): Wortbeben. Lerato, Oschersleben 2007, ISBN 978-3-938882-61-0[15] und in Jan-Eike Hornauer (Hrsg.): Der schmunzelnde Poet. Candela, Korb 2013, ISBN 978-3-942635-16-5[16]